# ライフル砲
ライフル砲（ライフルほう）とは、砲身内に施条（ライフリング）を持つ大砲である。

## 概要
ライフル砲とは、砲腔内にライフリングと呼ばれる溝を掘ってある物の総称。
小銃と違い、戦車に搭載したり野砲として採用されることが多い。
なお今現在の主力戦車でライフル砲を搭載しているものはほぼなく、滑腔砲が主に採用されている。